# OCHA NORMA
Ocha Norma (オチャノーマ) est un girls band composé d'idoles japonaises formé en 2021. Leur premier single, "Koi no Crouching Start / Omatsuri Debut da ze!", sort le 13 juillet 2022. Le nom du groupe (お茶の間, écrit en kanji et en hiragana) désigne en japonais une pièce à vivre de style japonais.

## Histoire
Le 7 mars 2021, Mizuki Fukumura a annoncé qu'un nouveau groupe du Hello! Project serait formé cette année-là avec comme premiers membres à l'intégrer Kirara Yonemura, Kanami Ishiguri, Nanami Kubota et Madoka Saito. Il a également été révélé que la composition serait finalisée d'ici la fin de l'année. Le 5 juillet, de nouveaux membres du groupe ont été annoncés : Natsume Nakayama, Ruli Hiromoto, Miku Nishizaki et Momo Kitahara. Une audition organisée par le Hello! Project a eu lieu à partir du 20 juillet, afin de recruter davantage de membres à la formation. Le 12 décembre, Karin Miyamoto a annoncé que le groupe s'appellerait Ocha Norma et que deux candidats de l'audition précédente, Sumire Tashiro et Roko Tsutsui, rejoindraient le groupe.
Le 8 janvier 2022, Ocha Norma a sorti numériquement sa première chanson, « Ramen Daisuki Koizumi-san no Uta ». Le 13 juillet, le groupe sort son premier single "Koi no Crouching Start / Omatsuri Debut da ze!". Leur deuxième single, "Unmei Chachacha~n / Uchira no Jimoto wa Chikyuu Jan!", est sorti le 30 novembre. Le 30 décembre, Ocha Norma a remporté un « Prix du Nouvel Artiste » lors de la 64e édition des Japan Record Awards.
Le 26 juillet 2023, elles sortent leur troisième single, « Chotto Jyocho Fuantei ?... Natsu / Ochanoma Mahoroba Ikoinoba (Showa mo Reiwa mo Wacchawacha) / Shekenare / Yoridori Me Dream".

## Membres
| Prénom et nom    | Kanji      | Date de naissance | Âge    | Couleur       | Notes              |
| ---------------- | ---------- | ----------------- | ------ | ------------- | ------------------ |
| Madoka Saito     | 斉藤円香   | 28 octobre 2002   | 22 ans | Bleu mer      | Leader (2022-)     |
| Ruli Hiromoto    | 広本瑠璃   | 18 juin 2003      | 21 ans | Jaune         | Sub-leader (2022-) |
| Kanami Ishiguri  | 石栗奏美   | 20 avril 2004     | 20 ans | Orange        |                    |
| Kirara Yonemura  | 米村姫良々 | 30 avril 2004     | 20 ans | Rouge italien |                    |
| Nanami Kubota    | 窪田七海   | 23 juillet 2004   | 20 ans | Rose          |                    |
| Sumire Tashiro   | 田代すみれ | 16 juin 2005      | 19 ans | Violet claire |                    |
| Natsume Nakayama | 中山夏月姫 | 20 juillet 2005   | 19 ans | Blanc         |                    |
| Miku Nishizaki   | 西﨑美空   | 17 avril 2006     | 18 ans | Mauve         |                    |
| Momo Kitahara    | 北原もも   | 30 avril 2006     | 18 ans | Vert clair    |                    |
| Roko Tsutsui     | 筒井澪心   | 10 août 2007      | 17 ans | Bleu Royal    |                    |

## Discographie

### Singles
| Titre | Année | Meilleur classement | Meilleur classement | Ventes           | Certifications     | Album |
| Titre | Année | JPN Oricon          | JPN Hot 100         | Ventes           | Certifications     | Album |
| --- | ----- | ------------------- | ------------------- | ---------------- | ------------------ | ----- |
| "Koi no Crouching Start / Omatsuri Debut da ze!" (恋のクラウチングスタート/お祭りデビューだぜ！) | 2022  | 2                   | 2                   | - Japon : 95 548 | - RIAJ : Or (phy.) |       |
| "Unmei Chachacha~n / Uchira no Jimoto wa Chikyuu Jan!" (運命 CHACHACHACHA～N/ウチらの地元は地球じゃん!) | 2022  | 2                   | 6                   | - Japon : 74 719 | - RIAJ : Or (phy.) |       |
| "Chotto Jyocho Fuantei?... Natsu / Ochanoma Mahoroba Ikoinoba (Showa mo Reiwa mo Wacchawacha) / Shekenare / Yoridori Me Dream" (ちょっと情緒不安定?…夏/オチャノマ マホロバ イコイノバ ～昭和も令和もワッチャワチャ～/シェケナーレ/ヨリドリ ME DREAM) | 2023  | 2                   | 6                   | - Japon : 77 758 | - RIAJ : Or (phy.) |       |

## Récompenses et nominations
| Cérémonie          | Année | Catégorie              | Nomination | Résultat | Ref.  |
| ------------------ | ----- | ---------------------- | ---------- | -------- | ----- |
| Japan Record Award | 2022  | Prix du nouvel artiste | Ocha Norma | Lauréat  | [ 7 ] |